# Rachel Chagall
Rachel Chagall (născută Rachel Levin; n. 24 noiembrie 1952, New York City, New York, SUA) este o actriță americană. Este  cunoscută pentru rolul lui Gabriela Brimmer⁠(d) din filmul Gaby: A True Story⁠(d) (1987), interpretare pentru care a obținut o nominalizare la Globul de Aur pentru cea mai bună actriță - Dramă, și rolul lui Val Toriello⁠(d) în serialul Dădaca (1993–1999).

## Biografie
Rachel Levin s-a născut în New York City, într-o familie de evrei.
În 1982, a dezvoltat sindromul Guillain-Barré, însă starea sa de sănătate s-a ameliorat suficient de mult încât să poată interpreta rolul principal în filmul Gaby, A True Story.
Rolul său cel mai cunoscut este cel al lui Val Toriello din serialul de televiziune Dădaca în anii 1990. Aceasta și soțul ei, Greg, manager de scenă pe platoul de filmare al serialului, au împreună doi copii gemeni, Eva și Jonah, născuți pe 19 martie 1999.
Aceasta a apărut în seriale precum Poză la minut, Terapie intensiva⁠(d) și Ghici ce-mi place la tine!⁠(d). Sub numele Rachel Levin, Chagall a apărut în Gaby, A True Story (1987), obținând o nominalizare la Globul de Aur la categoria cea mai bună actriță într-un film dramatic, și Palatul alb⁠(d) (1990). A apărut și în Ultima cină (1995). Pe 6 decembrie 2004, Chagall a participat la o reuniune a distribuției serialului Dădaca⁠(d).

## Filmografie
| An        | Titlu                                 | Rol               | Note                                                                        |
| --------- | ------------------------------------- | ----------------- | --------------------------------------------------------------------------- |
| 1987      | Gaby: A True Story                    | Gaby              | Nominalizare: Globurile de Aur - cea mai bună actriță într-un film dramatic |
| 1990      | White Palace                          | Rachel            |                                                                             |
| 1993–1999 | The Nanny                             | Val Toriello      | 79 de episoade                                                              |
| 1995      | The Last Supper                       | Abortion Activist |                                                                             |
| 1998      | The Simple Life                       | Herself           |                                                                             |
| 2001      | Odessa or Bust                        | Declining Agent   |                                                                             |
| 2001      | Just Shoot Me!                        | Aunt Mindy        | 1 episod, Sid & Nina                                                        |
| 2004      | Strong Medicine                       | Renee Edwards     | 1 episod, Like Cures Like                                                   |
| 2004      | The Nanny Reunion: A Nosh to Remember | Herself           |                                                                             |
| 2006      | What I Like About You                 | Chocolate Lady    | 1 episod, Now and Zen                                                       |